# Helmut Elsler
Helmut Elsler (* 29. November 1911 in Bobischau, Landkreis Habelschwerdt, Provinz Schlesien; † 1969) war ein deutscher Ökonom und Staatssekretär im Arbeitsministerium von Nordrhein-Westfalen.
Helmut Elsler wurde 1939 an der Universität Köln mit einer Arbeit über Währung und Außenhandel promoviert. Danach war er ab 1940 bei der Industrie- und Handelskammer Düsseldorf tätig. Er wechselte in die nordrhein-westfälische Landesverwaltung und amtierte ab 1947 als Ministerialdirektor bzw. Staatssekretär im Arbeitsministerium. Er trat 1955 in den Ruhestand.